# Desmadruga2
Desmadruga2 fue un programa de televisión cómico y de variedad, conducido por Israel Jaitovich, junto con Ninel Conde, Tanya Vázquez, Martha Julia, Lorena Herrera o Maribel Guardia. Fue transmitido por canal abierto de Televisa, Canal de las Estrellas los sábados alrededor de la media noche, y el viernes en la noche por el canal de paga Unicable. Desmadruga2 fue un programa, según palabras de su conductor Jaitovich, escrito especialmente para los invitados. Los invitados por lo general son famosos actores, cantantes e incluso en algunas ocasiones han asistido deportistas profesionales. El programa recibió buenas críticas y también buena respuesta del público, los personajes de Jaitovich agradan mucho a pesar del difícil horario.
También participaron en el programa los comediantes Miguel Vallejo, Bárbara Torres, Dorismar, Dany Ortega y "Los hijos de la madrugada" y José María "Chema" Frías. 
Por lo general los invitados participan en sketches cómicos de improvisación, en donde se hace crítica de situaciones sociales o parodias de telenovelas y programas mexicanos.
Curiosamente, Israel Jaitovich presentó el programa "Estrella2" en lo cual tiene el mismo concepto en que se ha manejado en Desmadruga2 pero en ese programa sale solamente Israel con sus personajes como "Padre Ramón", El Tunco Maclovich, entre otros, ya que Desmadruga2 salió del aire el 30 de junio del 2012 y el programa "Estrella2" sale al aire el 7 de julio.

## Secciones
- El Sketch de inicio
- El padre Ramón o El Tunco McClovich (cada semana se turnan)
- Entrevistas
- 3 sketches en vivo
- Musical
- Tu fantasía con Dorismar
- Declara su homosexualidad

## Emitido por otras cadenas
- Estados Unidos y  Puerto Rico: Univision, Galavisión y Telefutura (Hoy UniMás)
- Guatemala: Televisiete
- República Dominicana: Telemicro
- Perú: América Television
- El Salvador: Telecorporación Salvadoreña
- Costa Rica: Repretel
- México,  Latinoamérica y Europa: Canal de las Estrellas, Clásico TV y Unicable

## Premios y nominaciones

### Premios TVyNovelas
| Año  | Categoría                         | Resultado |
| ---- | --------------------------------- | --------- |
| 2011 | Mejor programa de entretenimiento | Nominado  |
| 2009 | Mejor programa de entretenimiento | Ganador   |